# Hale (Surrey)
Hale – wieś w Anglii, w hrabstwie Surrey, w dystrykcie Waverley. Leży 57 km na południowy zachód od centrum Londynu.